# Ján Vrťo
Ján Vrťo (16. únor 1923, Slovenská Ľupča - 28. listopad 1980, Banská Bystrica) byl slovenský typograf, novinář a politický pracovník.

## Životopis
V letech 1934-1937 navštěvoval měšťanskou školu, 1937-1939 učňovskou školu v Banské Bystrici, kde se vyučil i za knihaře.
V letech 1937-1941 knihař v Banské Bystrici, typograf ve Zvolenu. 1949-1952 administrátor, 1953-1954 redaktor, 1954-1963 šéfredaktor Směru v Banské Bystrici, 1963-1968 politický pracovník středoslovenského KV KSS v Banské Bystrici, 1968-1978 opět šéfredaktor Směru. Účastník SNP, podílel se na tvorbě 4 povstaleckých periodik. Působil při organizování krajské tisku v Banskobystrickém (středoslovenském) kraji. Politickými články přispíval do deníků Směr a Pravda.